# Tréon
Tréon é uma comuna francesa na região administrativa do Centro, no departamento Eure-et-Loir. Estende-se por uma área de 10,92 km². Em 2010 a comuna tinha 1 440 habitantes (densidade: 131,9 hab./km²).